# T.U.F.F. Puppy
T.U.F.F. Puppy è una serie televisiva a cartoni animati andata in onda su Nickelodeon negli Stati Uniti nel 2010, creata da Butch Hartman (stesso creatore di Due fantagenitori). In Italia è stata trasmessa su Nickelodeon dal 12 settembre 2011.

## Trama
La serie è incentrata sulle peripezie di Dudley Puppy, un cane ottuso ma determinato che lavora come spia per un'organizzazione chiamata T.U.F.F. (Turbo Agenti Forti Furbissimi). La sua compagna è una gatta di nome Kitty Katswell. Altri membri dell'agenzia sono il capo Herbert Dumbrowski, ovvero una pulce, e il cane scienziato Keswick. La serie si svolge nella città immaginaria di Petropolis, popolata da animali antropomorfi. Il compito di Dudley è quello di proteggere la città insieme alla sua partner Kitty da vari cattivi come il malefico Verminious Snaptrap, il Camaleonte e Bird Brain.

## Personaggi

### Protagonisti
- Dudley Puppy: il protagonista della serie, un cane sfrenato, energico e non molto intelligente che pensa molte volte al cibo e che spesso bisticcia con la sua partner Kitty. Ciononostante è molto eroico e sa dimostrarsi un ottimo agente segreto quando serve. In una puntata si scopre che non sa usare la lavatrice e l'interruttore della luce.
- Kitty Katswell: la partner di Dudley, è una gatta rossa innamorata perdutamente del fattorino dell'acqua e ricambiata da quest'ultimo, è molto più matura di Dudley anche se a volte un po' irascibile e questo scatena tra loro due continui litigi, ma nonostante tutto Kitty è molto affezionata a Dudley e lo considera come il suo unico vero partner.
- Keswick: lo scienziato della T.U.F.F., è un cane (in realtà un alieno) che costruisce aggeggi strambi ma utili per le missioni agli agenti Puppy e Katswell, è affetto da balbuzie che gli impediscono spesso di parlare.
- Herbert Drumbowski: il capo della T.U.F.F., è una pulce di mezza età dal carattere autoritario e a volte un po' scontroso che fornisce informazioni agli agenti Puppy e Katswell sulle azioni dei cattivi, ha un piede bionico e in un episodio viene rivelato che in passato è stato un formidabile agente segreto. In un'altra puntata si scopre invece che non sa leggere l'orologio.
- Peg Puppy: la madre di Dudley, estremamente protettiva e severa nei confronti del figlio.
- Agente Pinky e Agente Donny: due agenti della T.U.F.F.
- KIL-R: chiamato anche Kyle-R, è un robot assassino creato dall'infido Snaptrap per distruggere la T.U.F.F., ma quando diventa il migliore amico di Dudley cambia, diventando anche lui un agente speciale.
- Piccola castorina: una piccola castorina che appare in alcune puntate. Riesce a ottenere tutto quello che vuole piangendo.

### Antagonisti
- Verminious Snaptrap: l'antagonista principale della serie, un terribile, infido, sleale e folle ratto intenzionato a conquistare il mondo, ma i suoi piani vengono sempre sventati dall'agente Dudley Puppy. È a capo della D.O.O.M. (Diabolico Ordine Dei Malefici). Pur essendo un ratto è allergico al formaggio. Vive ancora con sua madre nonostante non abbia buoni rapporti con lei. Ha avuto anche un relazione con Peg, la mamma di Dudley. Ma i due si sono lasciati perché Snaptrap ha cercato di cambiare per Peg, ma non ha funzionato.
- Larry: il braccio destro di Snaptrap, però quest'ultimo lo disprezza senza un apparente motivo e lo maltratta in continuazione (tra cui gettarlo spesso in una vasca piena di squali), anche se Larry fa di tutto per accontentarlo, ma senza successo. In un episodio si dimette dalla D.O.O.M perché era stufo del suo capo e fonda una sua agenzia del male (la G.L.O.O.M.), ma quando viene fermato dagli agenti Dudley e Kitty torna a lavorare per Snaptrap.
- Ollie: un opossum, scagnozzo di Snaptrap.
- Francisco: un alligatore, altro scagnozzo di Snaptrap.
- Il Camaleonte: secondo antagonista della serie, come dice il nome è un camaleonte che con una tuta speciale riesce a trasformarsi in qualsiasi cosa. Una volta ha cercato di vendicarsi di Kitty per averlo sbattuto in prigione, ma viene sconfitto e fermato da Dudley. Inoltre, nonostante il suo status di cattivo, soffre di solitudine e cerca in tutti i modi di socializzare con qualcuno.
- Bird Brain: terzo antagonista della serie, è un allocco dalle piume blu (nonché l'unico esemplare rimasto della sua specie) che ha come assistenti Zippy il colibrì, un gufo e un pipistrello smemorati, cerca spesso di volare ma con scarsi risultati. È molto vanitoso e spesso si dimostra scorbutico con gli altri criminali (spesso con i suoi scagnozzi). Inoltre non ha un buon rapporto con Snaptrap (infatti loro due litigano sempre).
- Zippy: una colibrì, assistente di Bird Brain, un po' sciocca ma fedele verso il suo capo.
- Jack Rabbit: è un coniglio, ex agente della T.U.F.F. nonché ex partner di Kitty. Passato dalla parte del male ha cercato di prosciugare il cervello di Kitty per vendere i segreti della T.U.F.F. a Snaptrap, ma viene fermato da Dudley e arrestato.
- R.I.T.A.: la tosta pane robot della T.U.F.F. creata da Keswick, diventa un'agente T.U.F.F. ma in seguito si monta la testa e cerca di prosciugare l'elettricità a tutta la città di Petropolis ma viene sconfitta dagli agenti Puppy e Kastwell facendola cadere nel lago e mandandola in corto circuito.
- Fiocco di neve: una coniglietta pattinatrice, ma visto gli insuccessi che ha avuto in passato alle gare dopo che un suo compagno l'ha mollata, decide di sabotare ogni avversario di pattinaggio insieme a suo fratello Granita ma vengono arrestati dagli agenti T.U.F.F.
- Granita: fratello gemello di Fiocco di neve, molto stupido e imbranato.
- Re merluzzo: un merluzzo fuori di testa che si autoproclama "re", possiede uno scettro, un mantello e una corona, cerca in tutti i modi di inondare la città per governare, ma viene fermato dagli agenti Dudley e Kitty. Ha come assistente una foca che cerca spesso di mangiarlo.
- Quacky il papero: un papero ed è l'idolo dei bambini. Dudley sostiene di essere il suo fan numero 1 e farebbe di tutto per lui. Ma un giorno il suo show televisivo (il Quacky the Duck Show) viene cancellato e così cerca di vendicarsi facendo distruggere i satelliti televisivi così che nessuno in tutto il mondo possa vedere la TV, ma viene fermato da Dudley. Dopo aver scontato la pena decide di vendicarsi dell'agente Puppy e della T.U.F.F. ma viene ugualmente arrestato.
- Alce Moose: un alce, assistente di Quacky, molto violento ed aggressivo a parole. È molto bravo nel scrivere copioni di film drammatici.
- Gufo e Bat: un gufo e un pipistrello, due assistenti sciocchi di Bird Brain. Gufo è sordo e Bat è cieco, per questo sono poco affidabili come scagnozzi.
- Cuoca coccinella: una coccinella, era la cuoca della mensa del liceo di Petropolis. Nessuno (a parte Dudley) amava il cibo che cucinava lei. Durante il raduno degli ex alunni del liceo decide di vendicarsi, ma viene arrestata dagli agenti Puppy e Katswell.
- Katty: la gemella malefica di Kitty.

## Lista episodi

### Stagione 1 (2011 - 2012)
1. Il Partner Perfetto / Compagni Di Avventura
2. Niente Relax In Crociera / Fascino Francese
3. Il Ratto Del Centro Commerciale / Operazione Buon Compleanno
4. Il T.U.F.F. Tostapane / Una Tana Da Condividere
5. Doppio Gioco / Cuore Di Mamma
6. Ipnosi / Affari Interni
7. Cane Sul Ghiaccio / Il Criminale Dell'Anno
8. Viaggio Nel Tempo / Il Casco Dell'Invisibilità
9. Paura Dei Tuoni / Papà Snaptrap
10. Iron Mutt / S.T.U.F.F. Contro T.U.F.F.
11. Scambio Di Identità / Trappola Mentale
12. Quando La Mamma È In Vacanza / Caldo Infernale A Petropolis
13. Un Gioco Da Bambini / La T.U.F.F. In TV
14. A Scuola Di Cattiveria / Il Pesce Incoronato
15. L'Esercito Di Snaptrap / L'Allocco Blu
16. Il Miglior Campeggiatore Dell'Anno / Anatra Fortunata
17. La Maledizione Del Faraone / Agenti Noiosi
18. Missione Sul Treno / Il Cane Salvi La Regina
19. Gloom VS Doom / Formaggio, Calzini E Puzzole
20. I Cattivi E il Natale
21. Rimpatriata Di Classe / Il Miglior Amico Del Cane
22. Missione Spaziale
23. Roba Da Scimmie / Il Diario Di Kitty
24. Il Sindaco Camaleonte / Puppy Senza Corrente
25. Dudley Capo Per Un Giorno / Il Ristorante Di Quacky
26. Bugie Da Cane / Tutti Al Fresco

### Stagione 2 (2012 - 2014)
1. Uno Strano Giorno Da Spia / Vietato Dormire
2. Zio Dudley / Un Dolcetto Esplosivo
3. Ritorno Al Futuro / Tre, Due, Uno, Quackazione
4. Buon Halloween
5. Ritorno Alla Natura / Poteri Paranormali
6. La Casa Di Dudley / Il Lavoro Non Può Attendere
7. I Granchi Evoluti / Leggi Da Matti
8. Cane Silenzioso / Festa Di Compleanno
9. Il Cane Pecora / Il Rapimento Delle Mamme
10. L'Allocco Dell'Amore / Il Bluff Della F.L.O.P.P.
11. Riunione Di Famiglia / Agente Dell'Anno
12. Troppo Alto / Uova Cattive
13. Fantasie Reali / I Biscotti T.U.F.F.
14. Criminale Sonnambulo / Ciak Si Gira
15. Incontri Ravvicinati Di Brutto Tipo / Il Cercatore D'Oro
16. Finché Doom Non Ci Separi
17. Il Crimine Va In Vacanza / Il Potere Dei Fiori
18. Gara Di Spelling / La Casa Distrutta
19. Il Raggio Dell'Indecisione / Lacrime Di Cane
20. La DOOF / Gli Spioni
21. Spie Sincere / La Ciambella E La Bestia
22. Balla Balla / I Buoni, I Cattivi E Quacky
23. Il Fureeetto / Tutti In Pausa
24. La Coppia Perfetta / Crimine Organizzato
25. Le Due Gatte / Dudley Per Aria
26. Fidanzata O Spia / Capitan Sicurezza

### Stagione 3 (2014 - 2015)
NON PRESENTE
(N.B. Gli episodi italiani talvolta non seguono l'ordine cronologico originale)

## Doppiaggio
| Nome personaggio    | Doppiatore originale   | Doppiatore italiano                                   |
| ------------------- | ---------------------- | ----------------------------------------------------- |
| Dudley Puppy        | Jerry Trainor          | Federico Zanandrea                                    |
| Kitty Katswell      | Grey DeLisle           | Elisabetta Spinelli                                   |
| Keswick             | Jeff Bennett           | Davide Garbolino                                      |
| Herbert Drumbowski  | Daran Norris           | Mario Zucca                                           |
| Verminious Snaptrap | Maddie Taylor          | Claudio Moneta                                        |
| Il Camaleonte       | Daran Norris           | Pietro Ubaldi                                         |
| Bird Brain          | Rob Paulsen            | Mario Scarabelli                                      |
| Larry               | Jeff Bennett           | Guido Rutta                                           |
| Francisco           | Daran Norris           | Aldo Stella                                           |
| Ollie               | Jeff Bennett           | Lorenzo Scattorin                                     |
| Zippy               | Grey DeLisle           | Emanuela Pacotto                                      |
| Peg Puppy           | Leslie Carrara-Rudolph | Monica Pariante                                       |
| Tammy               | Grey DeLisle           | Debora Magnaghi (st. 1) Valentina Pallavicino (st. 3) |
| Fiocco di neve      | Mary Birdsong          | Tiziana Martello                                      |
| Granita             | Dave Boat              | Paolo De Santis                                       |
| Re merluzzo         | Mick Wingert           | Diego Sabre                                           |
| R.I.T.A.            | Grey DeLisle           | Jolanda Granato                                       |
| Jack Rabbit         | Daran Norris           | Patrizio Prata                                        |
| Katty Katswell      | Grey DeLisle           | Alessandra Karpoff                                    |

- Direzione del doppiaggio: Michela Uberti
- Organizzazione doppiaggio: Quality Dubbing (Sam Barcellini).
- Edizione italiana: Floriana Campanella per Nickelodeon.
- Registrato e mixato da Giuseppe Magazzù presso gli studi Erazero srl di Milano.

La sigla italiana è stata eseguita da TAO (Edizione Studio Compresso/Erazero srl).